# 南斯拉夫國家男子排球隊
南斯拉夫國家男子排球隊是南斯拉夫社會主義聯邦共和國的男子排球國家隊。南斯拉夫國家男子排球隊只參加過一次奧運會的比賽，是在1908年奧運會，南斯拉夫在這屆奧運會上獲得第六位。南斯拉夫在世界排球錦標賽上的最好成績則是在1962年和1966年，南斯拉夫在這兩屆比賽上獲得了第8位。
与篮球等项目不同的是，国际排联认为 塞尔维亚國家男子排球隊是 南斯拉夫社会主义联邦共和国 (1948–1991)、南斯拉夫联盟共和国（1991-2003）和塞尔维亚和黑山(2003–2006)排球的继承者。